# Okavangodelta

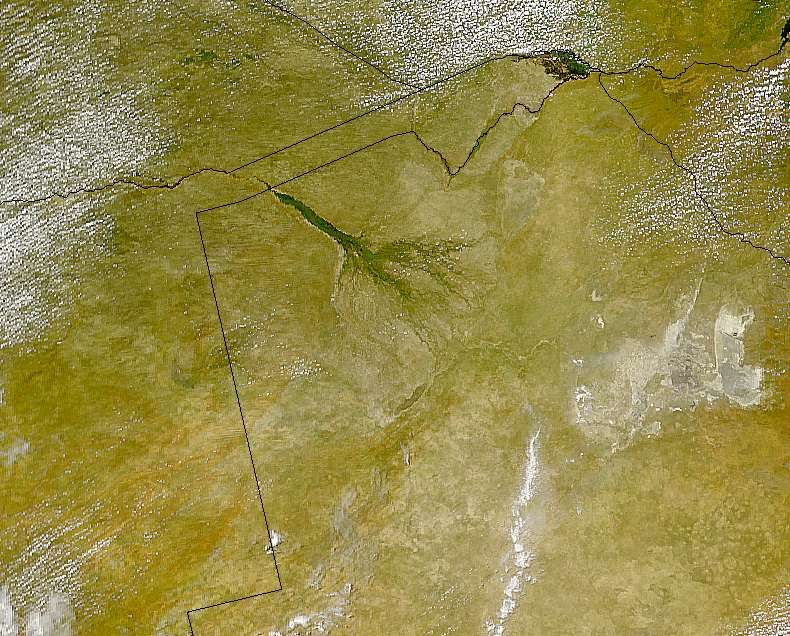
Okavangodelta gezien vanuit de ruimte

De Okavangodelta (of Okavangomoeras) in Botswana is de delta van de Okavango. Het is de grootste binnenlandse delta ter wereld.
Het gebied werd in juni 2014 tijdens de 38e sessie van de Commissie voor het Werelderfgoed aangeduid als UNESCO Werelderfgoed. Het was de duizendste toevoeging aan de Werelderfgoedlijst.

"Where all this water goes is a mystery", Aurel Schultz, 1897

## Geologie
Het gebied was ooit onderdeel van het Makgadikgadimeer, een oud meer dat 10.000 jaar geleden opdroogde. Vandaag de dag bereikt het water van de Okavango geen zee of oceaan meer. In plaats daarvan loopt het rivierwater uit in het zand van de Kalahari, waardoor 15.000 km² van de woestijn van water voorzien wordt. Elk jaar bereikt 11 kubieke kilometer water de delta. Een deel van dit water geraakt nog verder naar het zuiden tot het Ngamimeer.
Het water dat de delta binnenkomt is ongewoon puur vanwege het gebrek aan landbouw en industrieën langs de Okavango. Het water gaat door de zandgrondlagen van de verschillende delta-eilanden en verdampt uiteindelijk waarbij het enorme hoeveelheden zout achterlaat. Dit proces is zo sterk dat de vegetatie verdwijnt in het centrum van de eilanden en dikke zoutkorsten ontstaan.
De wateren van de Okavangodelta zijn onderhevig aan seizoensgebonden overstromingen die halverwege de zomer beginnen in het noorden en zes maanden later in het zuiden. Het water in de delta verdampt relatief snel door de hoge temperaturen. Eilanden kunnen geheel onder water verdwijnen tijdens de overstroming en weer opduiken aan het eind van het seizoen.

## Mensen
De bevolking van de Okavangodelta bestaat uit vijf etnische groepen, elk met een eigen etnische identiteit en taal. Dit zijn de:
1. Hambukushu (ook bekend als Mbukushu, Bukushu, Bukusu, Mbukuschu, Ghuva, Haghuva)
2. Dceriku (Dxeriku, Diriku, Gciriku, Gceriku, Giriku, Niriku)
3. Wayeyi (Bayei, Bayeyi, Yei)
4. Bugakhwe (Kxoe, Khwe, Kwengo, Barakwena, G/anda)
5. ||anikhwe (Gxanekwe, //tanekwe, River Bushmen, Swamp Bushmen, G//ani, //ani, Xanekwe).

De Hambukushu, Dceriku, en Wayeyi zijn allemaal Bantoevolken die zich bezighouden met traditionele economieën zoals landbouw, vissen, jagen en het verzamelen van wilde planten.
De Bugakhwe en ||anikwhe zijn San. Bugakhwe gebruiken zowel het bos als de rivier als bronnen voor voedsel, terwijl de ||anikhwe vooral de rivier gebruiken.
De Wayeyi hebben het gebied rondom Seronga bewoond, evenals de zuidelijke Delta rond Maun.
De Okavangodelta valt sinds enkele honderden jaren onder het bewind van de Batawana (een Tswana-substam). De meeste Batawana leven echter aan de randen van de delta.

## Dieren
De Okavango kent een groot aantal dieren, en trekt om die reden jaarlijks duizenden bezoekers. Ook zijn er veel reportages gemaakt, zoals door BBC Earth en de natuurfotograaf Frans Lanting.
Enkele van de dieren in het gebied zijn de savanneolifant, de kafferbuffel, het nijlpaard, de litschiewaterbok, de lierantilope, de blauwe gnoe, de giraf, de nijlkrokodil, de leeuw, de cheeta, de luipaard, hyena's, de Afrikaanse wilde hond, de grote koedoe, de sabelantilope, zowel de zwarte als de witte neushoorn, de watervaraan, zebra's, het knobbelzwijn en de beerbaviaan. In de delta komen ook meer dan 400 vogelsoorten voor zoals de Afrikaanse zeearend, de grijze kroonkraan, de Afrikaanse maraboe en de heilige ibis. In het gebied bevindt zich bovendien de grootste concentratie hamerkoppen.